# 知立まつり
知立まつり（ちりゅうまつり）は、毎年5月に愛知県知立市において、承応2年（1653年）から行われている知立神社の祭事。本祭で上演される人形浄瑠璃芝居「山車文楽」、「山車からくり」は国指定重要無形民俗文化財。ユネスコの無形文化遺産「山・鉾・屋台行事」のひとつ。

## 特色
知立神社とその周辺を中心に、1年おきに本祭（ほんまつり）と間祭（あいまつり）が交互に行われる。開催日は5月2日、3日の二日間。
本祭では5つの町（西町、宝町、山町、中新町、本町）から高さ7メートル、重さ5トンの5台の山車が繰り出され、山車の上で山車文楽・からくり人形芝居が上演される。間祭では山車文楽・からくり人形芝居は行われないが、5つの町から勇壮華麗な5台の花車が繰り出される。本祭は西暦の偶数年に行われる。
本祭の山車の上で上演される人形浄瑠璃芝居「山車文楽」、浄瑠璃に合わせて動く「山車からくり」は国の重要無形民俗文化財に指定されており、江戸時代から伝承されている。車の上で人形浄瑠璃を上演するのは知立だけである。山車の上での人形芝居は全国に伝承されているが、同一の山車の上層と下層でそれぞれ「山車文楽」と「からくり」を演じる形態は全国的に見ても珍しい。からくり人形は専門の職人ではなく町内の人が工夫して、首以外はすべて手作りのものを使用している。知立のからくり技術は糸を操って動かす方法をとっており、この技術は各町内で保存・伝承されている。知立市立竜北中学校には文楽クラブがあり、技術を習得している。

## 歴史
承応2年（1653年）の『知立中町祭礼帳』には、知立まつりが江戸時代から行われており、四か町がからくりを知立神社に奉納（上演）したのが始まりであるとの記述がある。山車の上での文楽は延享4年（1747年）から始まっている。これまでに『聖徳太子絵伝記』、『百合若高麗軍記』、『敵討巌流島』『一谷合戦』などの演目が時代の流れに合わせて演じられてきた。
1967年（昭和42年）には「知立のからくり」が愛知県の有形民俗文化財に指定され、1979年（昭和54年）には「知立のからくり」が国の選択無形民俗文化財として選択され、1990年（平成2年）には「知立の山車文楽とからくり」が国の重要無形民俗文化財に指定された。
2016年（平成28年）12月1日（日本時間）、「山・鉾・屋台行事」の構成行事のひとつとしてユネスコの無形文化遺産に登録された。
2020年（令和2年）3月28日、新型コロナウイルス感染症の拡大を受け、知立まつりの山車巡行の中止が決定された。知立神社主催の神事は一部規模を縮小して実施する予定。
2022年（令和4年）の本祭でも山車巡行及び奉納が中止となった。

## ギャラリー
- 山車の上で文楽が行われる
- からくり奉納
- 知立神社近くの知立古城跡（桶狭間の戦いで落城）

## 交通

### 鉄道
- 名鉄名古屋本線 知立駅から徒歩で約10分。

### 自家用車
- 伊勢湾岸自動車道豊田南インターチェンジから国道155号経由で約5km。